# Johan Knutson
Johan Knutson, född 28 september 1816 Allerum, Skåne, död 13 september 1899 i Helsingfors, var en svensk-finländsk konstnär. 

## Biografi
Knutson hade sin första separatutställning 1858. Han deltog även i utställningar i Sverige; bland andra Stockholmsutställningen 1866.

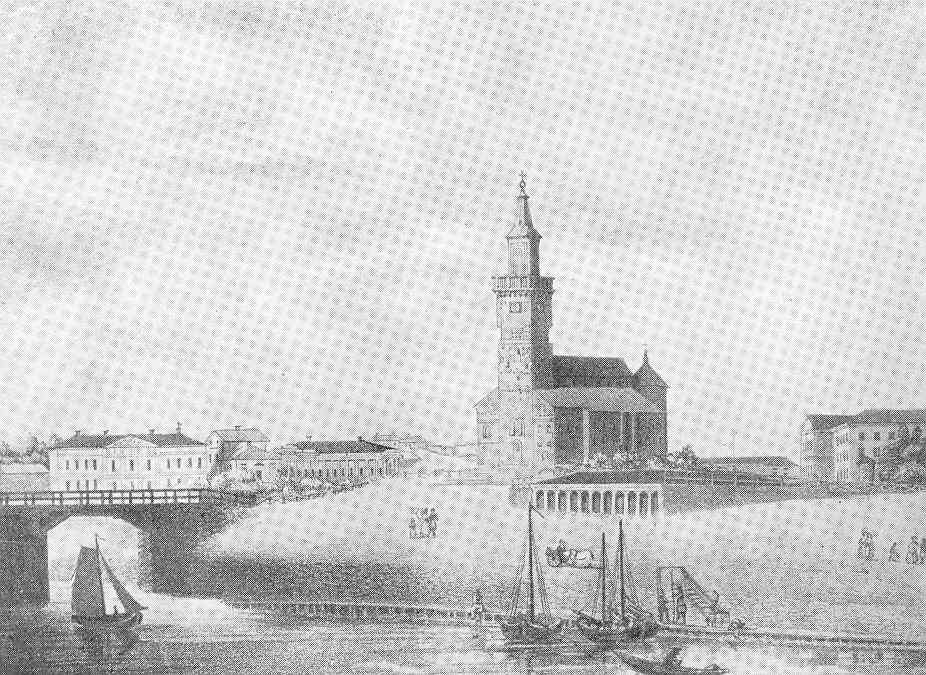
Domkyrkotorget och Fiskarhamnen i Åbo 1841. En litografi av Johan Knutson.

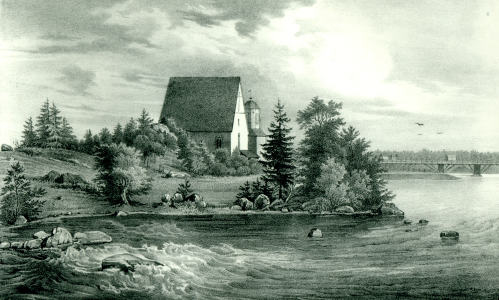
Pyttis kyrka av Knutson

Johan Knutson studerade måleri och grafisk teknik i Lund och Köpenhamn. I Stockholm studerade han på litografiavdelningen vid Kungliga Svenska Konsthögskolan 1839 till 1840. I Lund var han elev till Magnus Körner och utförde bland annat två kända blad från stadens stortorg. Efter examen flyttade han vid tjugofyra års ålder till Finland för att medverka i planschverket Finland framstäldt i teckningar. Han var 1845–1852 med och illustrerade planschverket, med text av Zachris Topelius. Knutson skapade totalt 48 landskapsbilder till boken. Han och Pehr Adolf Kruskopf stod för de flesta illustrationerna i planschverket. Hans teckningar fanns också med i flera häften, gemensamt kända som En resa i Finland; utgiven från 1872 till 1874. Han utförde också landskapsbilder i olja, dels från Skåne, dels från Finland. Knutson var 1844–1890 ritmästare vid gymnasiet i Borgå, där han avbildade sin kamrat Johan Ludvig Runeberg. Han har också, i början av 1840-talet, illustrerat gatulivet i Helsingfors i humoristiska grafiska blad, vilkas fortsatta utgivning dock förbjöds av polismästaren. 
Knutson blev medlem i Suomen Taiteilijaseura (Konstnärsföreningen) och undervisade i teckning vid en skola i Borgå 1844–1890. Under Borgåtiden var Knutson mycket anlitad som porträttmålare och gjorde bland annat flera porträtt och figurbilder av Johan Ludvig Runeberg. Särskilt hans miniatyrporträtt blev uppskattade. På äldre dagar var han främst sysselsatt som landskapsmålare.
Hans verk kan ses på Åbo konstmuseum, Tammerfors konstmuseum, Cygnaeus Galleri, Helsingfors stadsmuseum, Borgå stadshus, Borgå museum och Finlands nationalmuseum.